# Субкарлик спектрального класса B

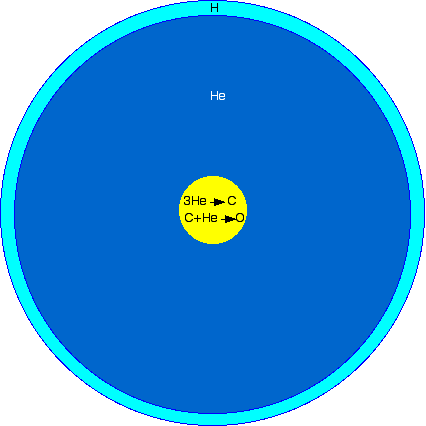
Схема строения субкарлика спектрального класса B

Субкарлик спектрального класса B (англ. Subdwarf B star, sdB) — вид звёзд-субкарликов, принадлежащих спектральному классу B. Они отличаются от обычных субкарликов, поскольку они ярче и горячее. Такие звёзды находятся на экстремальной горизонтальной ветви диаграммы Герцшпрунга — Рассела. Массы таких объектов составляют около 0,5 массы Солнца, в составе присутствует только около 1 % водорода, остальное приходится на гелий. Радиусы субкарликов спектрального класса B лежат в интервале от 0,15 до 0,25 радиусов Солнца, температуры составляют от 20 000 до 40 000 K.
Данные звёзды представляют собой позднюю стадию эволюции некоторых звёзд, наступающую в том случае, когда красный гигант теряет внешние водородные слои до того момента, когда в ядре начинает гореть гелий. Причины, по которым происходит такая предварительная потеря массы, непонятны, но взаимодействие звёзд в двойной системе считается одним из главных механизмов. Одиночные субкарлики могут быть результатом слияния двух белых карликов. Считается, что sdB-звёзды становятся белыми карликами без прохождения других стадий гигантов.
Субкарлики спектрального класса B являются более яркими, чем белые карлики и представляют собой значимую долю населения горячих звёзд в старых звёздных системах, таких как шаровые скопления, балджи спиральных галактик и эллиптические галактики. Такие объекты выделяются на ультрафиолетовых изображениях. Предполагается, что горячие субкарлики являются причиной повышенного ультрафиолетового потока в общем потоке излучения эллиптических галактик.

## История
Субкарлики спектрального класса открыли Ф. Цвикки и М. Хьюмасон примерно в 1947 году при обнаружении сверхъярких голубых звёзд вблизи северного полюса Галактики. В рамках обзора Паломар-Грин было обнаружено, что sdB-звёзды являются типичными представителями слабых голубых звёзд со звёздной величиной больше 18. В течение 1960-х годов по данным спектроскопии было получено, что многие sdB-звёзды имеют недостаточно водорода. В начале 1970-х годов Д. Гринстейн и А. Сарджент измерили температуры и величину гравитации, после чего определили корректное положение таких звёзд на диаграмме Герцшпрунга — Рассела.

## Переменные
В данной категории звёзд существует три вида переменных звёзд.
Во-первых, существуют переменные sdB-звёзды с периодами изменения блеска от 90 до 600 секунд. Их также называют звёздами типа EC14026 или переменными типа V361 Гидры. Для таких объектов предлагается обозначение sdBVr, где r обозначает быструю (англ. rapid) переменность. Теория Шарпине колебаний в данных звёздах подразумевает, что изменения блеска происходят вследствие акустической моды колебаний с низкой степенью (l) и низким порядком (n). Мода возникает вследствие ионизации атомов группы железа, что приводит к непрозрачности. Кривая скоростей отличается по фазе на 90 градусов от кривой блеска, кривые эффективной температуры и поверхностной гравитации кажутся совпадающими по фазе с кривой изменения потока. На графике зависимости температуры от поверхностной гравитации звёзды с короткопериодическими пульсациями группируются вместе в так называемую эмпирическую полосу нестабильности, занимающую область T=28000-35000 K и lg g=5,2-6,0. Только 10 % sdB-звёзд, попадающих в эмпирическую полосу нестабильности, действительно пульсируют.
Во-вторых, существуют переменные с большими периодами, от 45 до 180 минут. Предлагаемое обозначение для них — sdBVs, где s означает медленную периодичность. Переменность таких объектов составляет 0,1 %. Такие звёзды также называются PG1716 или переменными типа V1093 Геркулеса, иногда применяют сокращение LPsdBV. Другим употребляемым названием является Betsy stars. Долгопериодические пульсирующие sdB-звёзды обычно холоднее, чем их короткопериодические аналоги, температура первых составляет около 23000-30000 K.
Звёзды, осциллирующие в обоих режимах, являются гибридными, стандартное обозначение — sdBVrs. Прототипом является DW Lyn, также обозначаемая как HS 0702+6043.
| Переменная звезда | Другое название | Созвездие | Расстояние (св. лет) |
| ----------------- | --------------- | --------- | -------------------- |
| V361 Hydrae       | EC 14026-2647   | Гидра     | ?                    |
| V1093 Геркулеса   | GSC 03081-00631 | Геркулес  | ?                    |
| HW Девы*          | HIP 62157       | Дева      | 590                  |
| NY Девы*          | GSC 04966-00491 | Дева      | ?                    |
| V391 Пегаса       | HS 2201+2610    | Пегас     | 4570                 |

*затменная двойная звезда

## Планетные системы
Известно, что по крайней мере две sdB-звезды обладают планетами. V391 Пегаса была первой sdB-звездой, обладающей планетой, а KOI-55 обладает системой обращающихся близко друг к другу планет, которые, возможно, являются остатками гигантской планеты, разрушенной в то время, когда звезда находилась на стадии красного гиганта.